# Bell (Mayen-Coblence)
Pour les articles homonymes, voir Bell.
Bell est une municipalité du Verbandsgemeinde Mendig, dans l'arrondissement de Mayen-Coblence, en Rhénanie-Palatinat, dans l'ouest de l'Allemagne.